# IC 1158
IC 1158 — галактика типу SBc () у сузір'ї Змія.
Цей об'єкт міститься в оригінальній редакції індексного каталогу.